# طالب العبد المحسن
طالب العبد المحسن (5 نوفمبر 1974) طبيب نفسي وناشط سعودي متطرف اشتهر نشاطه المثير للجدل وتورطه في هجوم سيارة ماغديبورغ عام 2024.

## الحياة المبكرة والتعليم
ولد طالب العبد المحسن في الرياض بالمملكة العربية السعودية، ودرس الطب وتخصص في الطب النفسي. وفي عام 2006 انتقل إلى ألمانيا لمواصلة مسيرته المهنية وتقدم بطلب اللجوء السياسي.

## القضايا القانونية واللجوء السياسي
يعتبر العبد المحسن مطلوب امنيا من قبل المملكة العربية السعودية بتهم تتعلق بالإرهاب والاتجار بالبشر، وتحديدًا مزاعم تسهيل الاتجار بالأفراد من المملكة العربية السعودية ودول الخليج إلى الاتحاد الأوروبي. وعلى الرغم من طلب المملكة العربية السعودية بتسليمه، فقد منحته ألمانيا اللجوء السياسي في عام 2006، مستشهدة بمخاوف بشأن سلامته وحقوقه إذا أعيد إلى المملكة العربية السعودية. ورفضت الحكومة الألمانية تسليمه، مستشهدة بعدم وجود إجراءات قانونية في المملكة العربية السعودية.

## هجوم سيارة ماغديبورغ 2024
المقالة الرئيسية: هجوم دهس ماغديبورغ 2024
في 20 ديسمبر 2024، قاد العبد المحسن مركبة إلى سوق عيد الميلاد المزدحم في ماغديبورغ بألمانيا، مما أسفر عن مقتل خمسة أشخاص على الأقل، بما في ذلك طفل، وإصابة أكثر من 200 شخص. تم القبض عليه في مكان الحادث.